# Ammisaduka
Ammisaduka of Ammi-Saduqa, achterkleinzoon van Hammurabi, was een koning van de eerste dynastie van Babylon. Hij regeerde van 1646 tot 1626 v.Chr. Men weet van Ammisaduqa dat hij zijn regering met de afkondiging van een algemene nietigverklaring van de schulden begon, tuppam hepum of het breken van de tafelen, een frequente traditie om de populariteit van de nieuwe vorst te waarborgen (Babylonisch nieuwjaarsritueel).

## Het noordwesten
Onder Ammisaduqa werd er geen melding meer gemaakt van het land van Hana, een teken dat het contact met Syrië en de Taurus verloren ging. Later zou het het Assyrische land zijn dat niet meer werd vermeld.

## Vluchtelingen uit het zuiden
Onder de laatste koningen van Babylon I verloor het rijk steeds meer zijn grip op het zuiden en er zijn aanwijzingen dat dat er toe leidde dat er mensen naar noordelijk streken uitweken. Er zijn honderden illegaal opgegraven kleitabletten die waarschijnlijk uit Dur-Abieshuh komen. Waar dat precies lag is minder duidelijk, het is zelfs aannemelijk dat er twee zulke plaatsen geweest zijn en door de plundering van de tabletten is dat moeilijk te achterhalen. Een aantal van deze tabletten vermelden leveringen van offerschapen aan de tempels van Nippur die dateren van de jaren 8 en 9 van Ammisaduqa. Latere tabletten van Ammisaduqa en Samsuditana laten echter zien dat de schapen nog wel steeds aan dezelfde personen geleverd werden maar nu in Dur-Abieshuh. Het lijkt erop dat de geestelijkheid van Nippur hiernaartoe uitgeweken was. Dit heeft waarschijnlijk ook bijgedragen aan het loslaten van de oude Sumerische taal als omgangstaal.

## Edict van Ammisaduqa
De koning vaardigde een edict uit waarin hij een aantal mansen die in slavernij vervallen waren hun vrijheid teruggaf.
Als een zoon van Numḫia, een zoon van Emut-balum, een zoon van Ida-maraz, een zoon van Uruk, een zoon van Isin, een zoon van Kisura, een zoon van Malkum een schuldverplichting is aangegaan en zichzelf, zijn vrouw [of zijn kinderen] voor zilver in dienstverplichting of als een belofte [verkocht heeft] -- [Omdat de koning] recht voor het land heeft vastgesteld, is hij vrijgelaten, zijn vrijheid is hersteld. Als [echter] een huisgeboren slaaf of slavin, een zoon van Numḫia, een zoon van Emut-balum, een zoon van Ida-maraz, een zoon van Uruk, een zoon van Isin, een zoon van Kisura, een zoon van Malkum verkocht is voor zilver en als dienstverplichting afgeleverd of als belofte is nagelaten, zijn vrijheid zal niet verleend worden.
Slavernij was een algemeen aanvaard begrip in de maatschappij en dat gold ook voor kinderen die vaak al heel jong aan het werk gezet weren aan de zijde van hun moeder. Kinderen konden als ieder bezit vrijelijk verhandeld worden.

## Astronomie
Het Venustablet van Ammisaduqa is een kleitablet in spijkerschrift met astronomische observaties van de planeet Venus. Deze zou zijn opgesteld tijdens de regeerperiode van Ammisaduka. Deze speelt een belangrijke rol in het vaststellen van de chronologie van het Nabije Oosten. In 1912 wist de assyrioloog Kugler aan de hand van de Venustafel vast te stellen dat het Jaar van de Gouden Troon overeenkwam met het achtste regeringsjaar van Ammisaduka. Hij stelde daarop in eerste instantie vast dat het eerste regeringsjaar van Ammisaduka viel in 1975 v.Chr., waarbij meespeelde dat er in die tijd van werd uitgegaan dat Hammurabi rond 2000 v.Chr. leefde. Dit leidde tot vroege of lange chronologieën. In 1924 herzag Kugler zijn visie en kwam met 1799 v.Chr. als het waarschijnlijke jaar. Vele verschillende jaartallen van meerdere geleerden volgden, elk met hun eigen overwegingen. Uiteindelijk leken de drie waarschijnlijke kandidaten voor Ammisaduka 1 1702, 1646 en 1582 v.Chr., respectievelijk de lange, midden- en korte chronologie. In 1998 stelden Gasche et al. de ultrakorte chronologie voor, die 1550 v.Chr. opperde.